# Трепе (станция)
Тре́пе, ранее Трепенгоф (латыш. Trepe) — железнодорожная станция на линии Крустпилс — Даугавпилс Латвийской железной дороги. Находится между станциями Ливаны и Крустпилс, на территории Випской волости Крустпилсского края.
Станция открыта с пуском Риго-Динабургской железной дороги, 12 (24) сентября 1861 года.

## Расписание поездов
По станции следуют поезда 617Р, 602Р, 601Р, 610Р, 611Р, 609Р, 618Р.